# Lechia Gdańsk w europejskich pucharach
| Ten artykuł jest rozszerzeniem hasła: Lechia Gdańsk |

Występy w europejskich pucharach polskiego klubu piłkarskiego Lechia Gdańsk.
Legenda do wszystkich tabel:
- Q – runda eliminacyjna, 1/16, 1/8, 1/4, 1/2 – odpowiednia faza rozgrywek, Grupa – runda grupowa, 1r gr – pierwsza runda grupowa, 2r gr – druga runda grupowa, F – finał, R – runda, PO – play-off
- k. – rzuty karne, los. – losowanie, Dogr. – dogrywka, w. – zasada bramek strzelonych na wyjeździe

## Wykaz spotkań pucharowych
| Sezon   | Rozgrywki                 | Runda | Klub             | Dom | Wyjazd | Ogólnie    |
| ------- | ------------------------- | ----- | ---------------- | --- | ------ | ---------- |
| 1983/84 | Puchar Zdobywców Pucharów | 1/16  | Juventus F.C.    | 2–3 | 0–7    | 2–10       |
| 1985    | Puchar Intertoto          | Grupa | Sparta ČKD Praga | 3–2 | 0–0    | 3 miejsce  |
| 1985    | Puchar Intertoto          | Grupa | Lyngby BK        | 0–1 | 1–4    | 3 miejsce  |
| 1985    | Puchar Intertoto          | Grupa | FC Zürich        | 1–0 | 1–2    | 3 miejsce  |
| 2019/20 | Liga Europy               | 2Q    | Brøndby IF       | 2–1 | 1–4    | 3–5, Dogr. |
| 2022/23 | Liga Konferencji Europy   | 1Q    | Akademija Pandew | 4–1 | 2–1    | 6–2        |
| 2022/23 | Liga Konferencji Europy   | 2Q    | Rapid Wiedeń     | 1–2 | 0–0    | 1–2        |

## Wyniki

### Sezon 1983/84
| Juventus F.C. – Lechia Gdańsk 7:0 i 3:2 1 14.09 1983 1:0 Platini 19, 2:0 Penzo 24, 3:0 Platini 27, 4:0 Penzo 29, 5:0 Penzo 60, 6:0 Penzo 67, 7:0 Rossi 75 2 28.09 1983 1:0 Vignola 17, 1:1 Kowalczyk 50, 1:2 Kruszczyński 64k, 2:2 Tavola 75, 3:2 Boniek 83 |

### Sezon 1985
| Lp. | Drużyna          | M | Z | R | P | B+ | B– | +/– | Pkt |  | SPA | LYN | LGD | ZUR |
| --- | ---------------- | - | - | - | - | -- | -- | --- | --- |  | --- | --- | --- | --- |
| 1   | Sparta ČKD Praga | 6 | 3 | 2 | 1 | 15 | 8  | +7  | 8   |  | —   | 6–2 | 0–0 | 1–1 |
| 2   | Lyngby BK        | 6 | 4 | 0 | 2 | 12 | 12 | 0   | 8   |  | 1–4 | —   | 4–1 | 1–0 |
| 3   | Lechia Gdańsk    | 6 | 2 | 1 | 3 | 6  | 9  | −3  | 5   |  | 3–2 | 0–1 | —   | 1–0 |
| 4   | FC Zürich        | 6 | 1 | 1 | 4 | 5  | 9  | −4  | 3   |  | 1–2 | 1–3 | 2–1 | —   |

### Sezon 2019/20
| 1125 lipca 2019 | Lechia Gdańsk                | 2:1   | Brøndby IF  |                                                           |
| 19:00 CET       | Paixão 26' (k.) · Lipski 63' | (1:0) | 59' Hedlund | Stadion Energa, Gdańsk Widzów: 25 875 Sędzia: John Beaton |

| 111 sierpnia 2019 | Brøndby IF                                       | 4:1 (pd.)       | Lechia Gdańsk |                                                                  |
| 19:30 CET         | Arajuuri 15' · Wilczek 53' · Lindstrøm 94', 118' | (1:0, 2:1, 3:1) | 67' Paixão    | Brøndby Stadion, Brøndby Widzów: 16 426 Sędzia: Miroslav Zelinka |

### Sezon 2022/23

#### I runda kwalifikacyjna
| 27 lipca 2022 | Lechia Gdańsk                        | 4:1   | Akademija Pandew |                                                                  |
| 20:15 CEST    | Paixão 17', 39', 66' · Zwoliński 25' | (3:0) | 81' Joković      | Polsat Plus Arena, Gdańsk Widzów: 14 923 Sędzia: Nicolas Laforge |

| 214 lipca 2022 | Akademija Pandew | 1:2   | Lechia Gdańsk            |                                                                                         |
| 17:00 CEST     | Mitrowski 57'    | (0:1) | 35' Gajos · 82' Pietrzak | Centrum treningowe im. Petara Miłoszewskiego, Skopje Widzów: 912 Sędzia: Daniele Chiffi |

#### II runda kwalifikacyjna
| 1921 lipca 2022 | Rapid Wiedeń | 0:0   | Lechia Gdańsk |                                                               |
| 19:00 CEST      |              | (0:0) |               | Allianz Stadion, Wiedeń Widzów: 12 700 Sędzia: Elchin Masiyev |

| 1928 lipca 2022 | Lechia Gdańsk | 1:2   | Rapid Wiedeń              |                                                                   |
| 19:45 CEST      | Zwoliński 82' | (0:2) | 16' Kühn · 18' (k.) Grüll | Polsat Plus Arena, Gdańsk Widzów: 23 519 Sędzia: Alessandro Dudic |